# Amtsgericht Bingen am Rhein

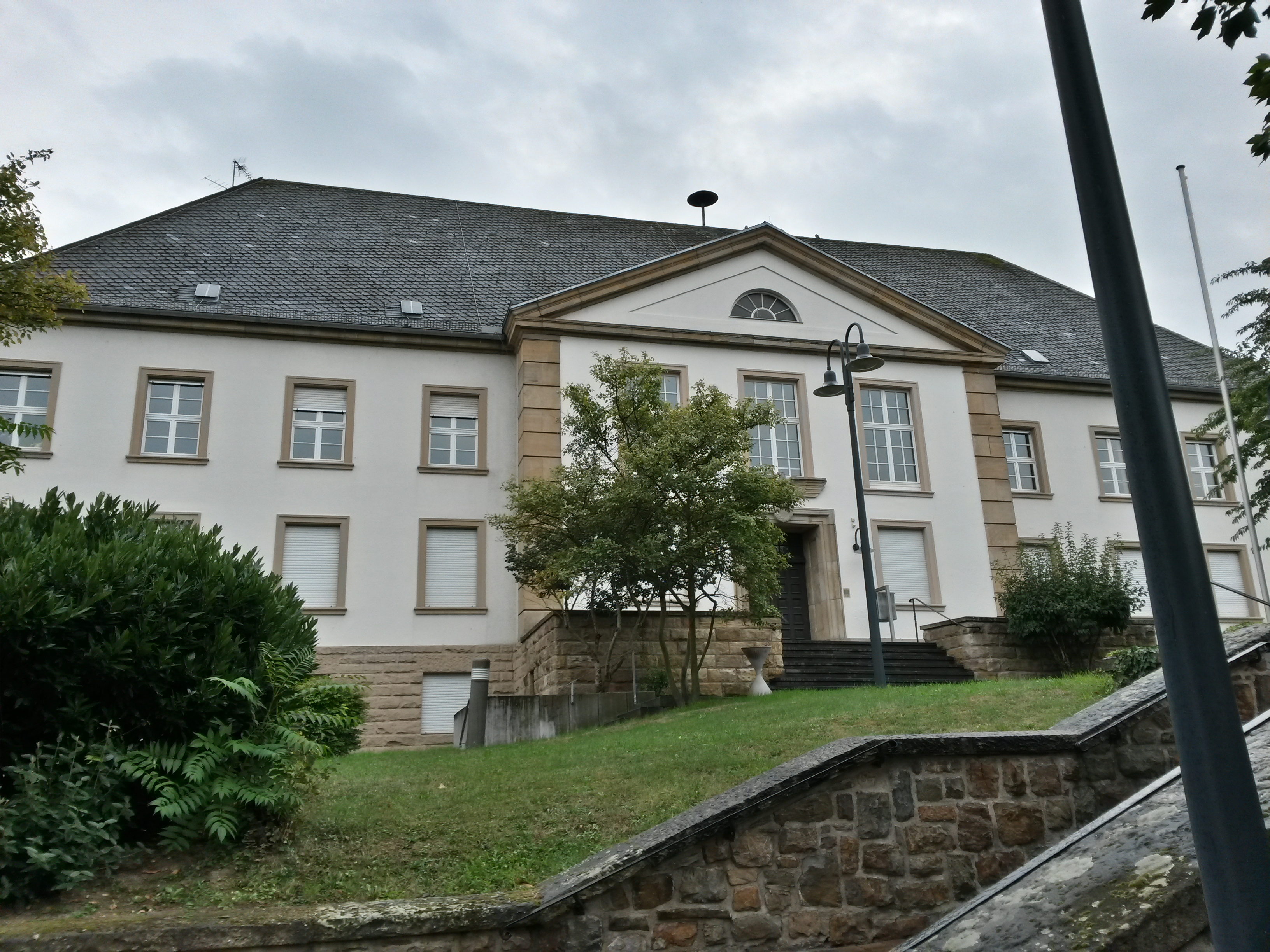
Amtsgerichtsgebäude in Bingen am Rhein

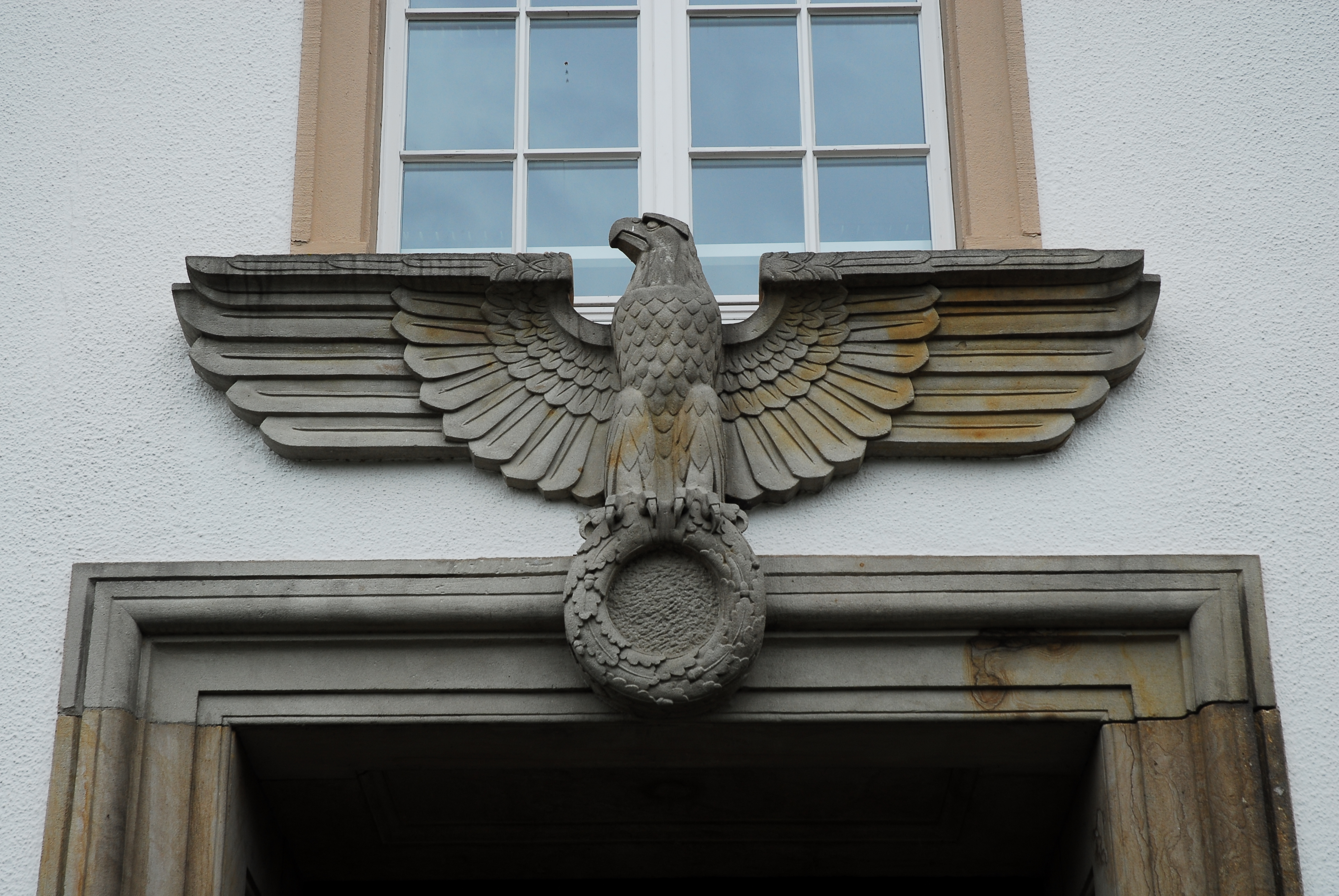
Baudetail

Das Amtsgericht Bingen am Rhein ist ein Amtsgericht mit Sitz in Bingen am Rhein und eines von vier Amtsgerichten im Bezirk des Landgerichts Mainz.

## Örtliche Zuständigkeit
Der Gerichtsbezirk umfasst die Städte Bingen und Ingelheim am Rhein sowie alle Gemeinden der Verbandsgemeinden Gau-Algesheim, Rhein-Nahe und Sprendlingen-Gensingen.

## Übergeordnete Gerichte
Dem Amtsgericht Bingen am Rhein ist das Landgericht Mainz übergeordnet. Zuständiges Oberlandesgericht ist das Oberlandesgericht Koblenz.

## Geschichte

### Gründung
Mit dem Gerichtsverfassungsgesetz von 1877 wurden Organisation und Bezeichnungen der Gerichte reichsweit vereinheitlicht. Zum 1. Oktober 1879 hob das Großherzogtum Hessen deshalb die Friedensgerichte auf, die bis dahin für die erstinstanzliche Rechtsprechung in dessen Provinz Starkenburg zuständig gewesen waren. Funktional ersetzt wurden sie durch Amtsgerichte. Das Amtsgericht Bingen am Rhein wurde dem Bezirk des Landgerichts Mainz zugeordnet, dem wiederum das Oberlandesgericht Darmstadt übergeordnet war.

### Bezirk
Der Gerichtsbezirk des Amtsgerichts Bingen am Rhein setzte sich wie folgt zusammen:
| Gemeinde    | Herkunft                       | Zugang | Abgang | Nach |
| ----------- | ------------------------------ | ------ | ------ | ---- |
| Aspisheim   | Friedensgericht Ober-Ingelheim | 1879   |        |      |
| Bingen      | Friedensgericht Bingen         | 1879   |        |      |
| Büdesheim   | Friedensgericht Bingen         | 1879   |        |      |
| Dietersheim | Friedensgericht Bingen         | 1879   |        |      |
| Dromersheim | Friedensgericht Bingen         | 1879   |        |      |
| Gaulsheim   | Friedensgericht Bingen         | 1879   |        |      |
| Gensingen   | Friedensgericht Bingen         | 1879   |        |      |
| Grolsheim   | Friedensgericht Bingen         | 1879   |        |      |
| Horrweiler  | Friedensgericht Ober-Ingelheim | 1879   |        |      |
| Kempten     | Friedensgericht Bingen         | 1879   |        |      |
| Ockenheim   | Friedensgericht Bingen         | 1879   |        |      |
| Sponsheim   | Friedensgericht Bingen         | 1879   |        |      |

### Weitere Entwicklung
Mit der Abspaltung des linksrheinisch gelegenen Teils von Hessen und dessen Zuordnung zur Französischen Besatzungszone nach dem Zweiten Weltkrieg wurde das Oberlandesgericht Koblenz statt des Oberlandesgerichts Darmstadt für den Landgerichtsbezirk Mainz und damit auch das Amtsgericht Bingen am Rhein zuständig.

## Gebäude
Das Gerichtsgebäude in der Mainzer Straße 52 in Bingen am Rhein ist ein neoklassizistisches Gebäude aus dem Jahr 1938 und ein Kulturdenkmal aufgrund des rheinland-pfälzischen Denkmalschutzgesetzes. Es steht damit unter Denkmalschutz.
Es gibt in Rheinland-Pfalz zwei weitere Gebäude, an denen eine Reichsadler-Figur zu sehen ist:
je eine Adlerfigur am Finanzamt Alzey und eine am Finanzamt Mainz. Letztere lässt sich nicht zeitlich genau der NS-Zeit zuordnen. Das Telehaus in Mainz wurde 1928 bis 1930 gebaut.